# Droga wojewódzka nr 663
Droga wojewódzka nr 663 (DW663) -  droga wojewódzka w województwie podlaskim o długości 5 kilometrów łącząca Pomorze z Sejnami. Droga w całości biegnie przez powiat sejneński.